# Pinacoteca

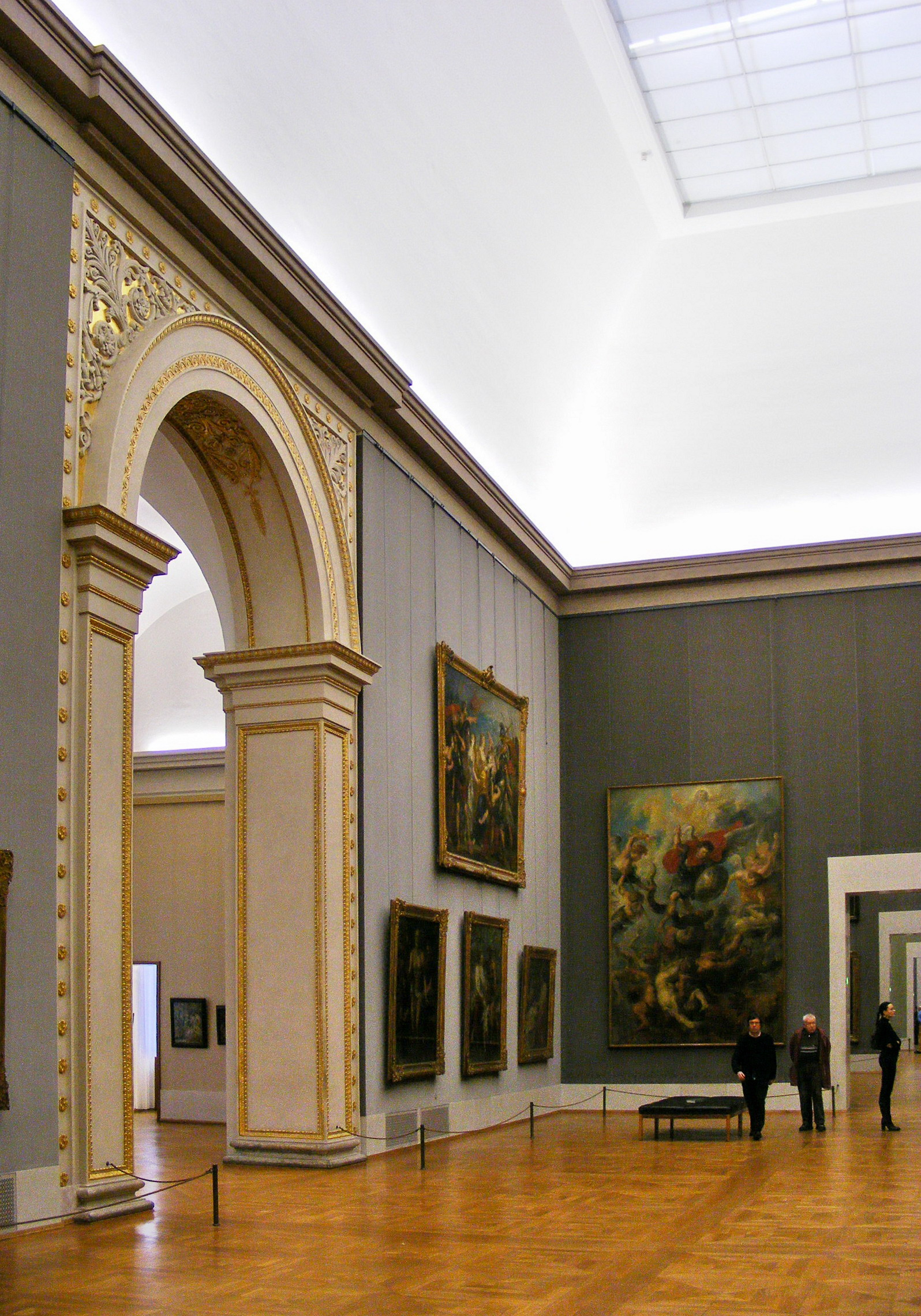
Alte Pinakothek (Sala IX), em Munique.

Pinacoteca (pelo latim pinacotheca, do grego antigo πινακοθήκη, pinacothêkê, de πίναξ, pinax, "quadro, tábua" + θήκη, thēkē, 'caixa, baú') é um museu que contém um acervo de pinturas. Foi na Grécia antiga (o elemento culto pinac(o), do grego pinax, pinakos, remete para quadro) que apareceu o conceito de pinacoteca como coleção de quadros de diferentes épocas, junto com a ideia de que os objetos de arte eram propriedades dos cidadãos que podia ter acesso para desfrutá-las. A pinacoteca era a ala dos propileus da Acrópole de Atenas que continha uma coleção de pinturas de Polignoto que podiam ser admirados pelos cidadãos.
As pinacotecas costumam conter quadros de pintores nacionais e internacionais, mas geralmente o acervo permanente é focado na arte nacional ou característica artística da região. Costuma também abrigar exposições temporárias, e às vezes a obra de artistas de renome internacional.[carece de fontes?]
No Brasil destaca-se a Pinacoteca do Estado de São Paulo, que abriga um rico acervo de obras acadêmicas e do Modernismo brasileiro, além do escultor francês Auguste Rodin e também a Fundação Ernesto Frederico Scheffel, esta sendo uma das maiores pinacotecas do mundo, herança cultural da colonização alemã no Rio Grande do Sul. A Pinacoteca costuma também sediar exposições de artistas internacionais e por esses motivos se distingue como uma das principais instituições artísticas do Brasil.[carece de fontes?]
Em 1947, o pensador e escritor francês André Malraux criou o conceito de "museu imaginário". Ele dizia que, com a fotografia e a possibilidade de reprodução fotográfica das obras de arte, nosso contato com elas tornou muito mais fácil e pessoal. Dessa maneira qualquer pessoa pode criar sua pinacoteca imaginária, com pinturas que aprecia.[carece de fontes?]